# Wiesel AWC
Wiesel AWC je višenamjensko lako  oklopno vozilo, koje proizvodi njemački proizvođač Porsche. Prototip je proizveden 1975. godine. Postoje za različite inačice oklopnih transportera i borbenih vozila pješaštva, komunikacijskih inačica, ambulantna inačica i različite inačice za vatrenu potporu s minobacačima velikog kalibra i lansera protutenkovskih raketa.